# Marismas del Elba
Las marismas del Elba (en alemán: Elbmarsch) son una extensa región de marismas o Polderland a lo largo del curso inferior y medio del río Elba en el norte de Alemania. También se le conoce como la Baja Marisma del Elba por Dickinson. y como región D24 en la lista BfN de las regiones naturales de Alemania. Los alemanes se refieren a estos polders como Marschen (singular: Marsch).
Originalmente esta franja de tierra plana a lo largo del Elba estaba completamente bajo la marea. Pero después de la construcción de la presa cerca de Geesthacht, el Elba ya no se veía afectado por la marea en ese punto.